# 氏家健治
氏家 健治（うじいえ けんじ、1968年12月22日 - ）は、日本のパティシエ、ショコラティエ、料理人。ケンズカフェ東京の創業者。ガトーショコラ専門店の創始者。
高級ガトーショコラに特化した独自のビジネスモデルを構築、日本初のガトーショコラ専門店を立ち上げた。
ビジネス書を執筆するほか経営者向けの講演活動も日本全国で行なっている。

## 人物
1968年12月22日生まれ。東京都出身。
ホテルオークラ東京、赤坂アークヒルズクラブ、 レストランマエストロ等に勤務した後、1998年、東京・新宿御苑前に「ケンズカフェ東京」を開店。レストランとして開業したが、2008年からガトーショコラに特化した業態に変更、日本初のガトーショコラ専門店を立ち上げた。その後、受賞やメディア露出が増えたこともあり、売上は伸長していったとニュース取材等で述べている。
ガトーショコラの普及に尽力しており、自店のレシピをWEB上で公開。料理レシピアプリ「クラシル」公式チャンネルでの動画視聴回数は100万回以上となっている。
ケンズカフェ東京が初めてガトーショコラを販売した日、9月21日を「ガトーショコラの日」として制定。一般社団法人・日本記念日協会により認定・登録されている。
2014年、食べログ「全国人気チョコレート店ランキング」で第1位に選出される。
2015年よりファミリーマートのスイーツ監修をしており、日本経済新聞社「コンビニの実力チョコ10選」
で第1位にランキングされた。
エクアドル産高品質カカオ豆を使用したファミリーマートのオリジナルチョコレート『エクアドル・スペシャル』の開発者であり、同チョコレートを使用した商品シリーズは、駐日エクアドル共和国大使公認となった。また出版したレシピ絵本『ぐるぐるガトーショコラ』は、駐日エクアドル大使館の推薦図書である。
2023年、イタリアの最高級チョコレートブランド「DOMORI」のブランドアンバサダーに任命される。
2024年、台湾の「セブン-イレブン」約7000店舗にて、監修スイーツを発売する。。

## 受賞
- 食べログ「スイーツ TOKYO 百名店 2023」[18]
- 食べログ「スイーツ TOKYO 百名店 2022」[19]
- 食べログ「スイーツ TOKYO 百名店 2020」[20]
- 食べログ「スイーツ TOKYO 百名店 2019」[21]
- 食べログ「スイーツ TOKYO 百名店 2018」[22]
- 食べログ「スイーツ 百名店 2017」[23]
- ぐるなび「接待の手土産セレクション2020 特選」[24]
- ぐるなび「接待の手土産セレクション2019 特選」[25]
- TBSテレビ「ランク王国 絶対に外さない手土産スイーツおすすめTOP10 第1位」[26]
- 日本ギフト大賞2015「都道府県賞 東京賞」[27]
- 資生堂「全国ご当地スイーツ総選挙 東京エリア 第1位」[28]
- 食べログ「全国人気チョコレート店ランキング 第1位」[29]

## 著書
- 『ぐるぐるガトーショコラ』（駐日エクアドル大使館推薦図書）ケンエレブックス 2023年2月 ISBN 4910315233
- 『余計なことはやめなさい！ ガトーショコラだけで年商3億円を実現するシェフのスゴイやり方』集英社 2018年11月 ISBN 4087861058
- 『1つ3000円のガトーショコラが飛ぶように売れるワケ 4倍値上げしても売れる仕組みの作り方』SBクリエイティブ 2014年1月 ISBN 4797375108

## 楽曲提供
- 『La La La ショコラ』Task have Fun（アルバム Violet tears）2022年11月 - 作詞

## 寄稿
- 『ippin』（ぐるなび目利きシリーズ）[30]

## トークショー
- 『ウェルビーンズ新商品発表会』（SHELLYさん）[31]
- 『松屋銀座バレンタインイベント2020』（的場浩司さん）[32]
- 『松屋銀座バレンタインイベント2019』（渡辺美奈代さん）[33]
- 『松屋銀座バレンタインイベント2018』（熊田曜子さん）[34]
- 『東京チョコレートショー』（May J.さん）[35]

## 主催
- 『全日本ガールズダンスコンテスト2020』[36]
- 『My sweet フォトコンテスト』[37]